# Onuma Nemon
Onuma Nemon est un polygraphe (écrivain et artiste) né en octobre 1948 à Cuba. 
Il est marié et père de trois enfants. À la question : Onuma Nemon, c'est un pseudonyme ? L'auteur répond : « C'est plutôt un surnom comme dans les cours d'écoles. C'est le nom de l'œuvre. Le travail se veut anonyme. C'est l'œuvre qui crée l'auteur [...] ».
En même temps que les débuts de l'écriture, il met en place une cosmologie,, de façon erratique et totalement secrète, sans que le processus ne porte aucun nom. Elle ne sera connue au fur et à mesure que d’une dizaine de personnes jusqu'en 1984.
Son projet est de mettre l'accent sur l’inscription, indépendamment de toute lecture, ce qui le rapproche d'une certaine façon de l’art brut, mais dont l'élaboration complexe l'en distingue.
« C'est en tout cas un art pauvre, dit-il, et qui peut tout se permettre, comme le disaient les poètes de la Beat Generation, et comme Didier Morin et Bernard Plossu le reprennent aujourd'hui. Quelle meilleure façon de retrouver une fraternité impossible ! ».

## Biographie

### Années 60 et 70
De 1966 à 1974, il étudie les Beaux-Arts tout en produisant des émissions et des recherches radiophoniques à Bordeaux et à Paris (avec l'aide de la productrice Catherine Audemer, Charles Imbert, François Vercken, Dominique Merlet, Alain Trutat et les membres du Centre Pierre Bourdan).  Il apprend également la photographie, la reliure, la marqueterie et la typographie dans des milieux professionnels.
Il crée, en 1966 à Bordeaux, près de l'école des Beaux-Arts, Le Poisson-Lune, un cabaret de poésie (qui deviendra les années suivantes un café-théâtre), avec Françoise Labat, Jean-Louis Froment, Nicolas Remcsak, Pierre Barès et quelques autres.
Il expérimente ses premiers essais dramatiques (sous l'influence de Jean Vauthier), réalise plusieurs courts-métrages en 16 mm avec Roland Collas, ainsi que des montages poétiques autour de la Beat Generation, les États-Unis, le Dadaïsme, Blaise Cendrars, participe à Sigma, réalise happenings et lectures publiques avec des comédiens de la radio (Jean-Pierre Nercam, Thérèse Liotard, Françoise Cabrié, Annie Roussel, etc.). Il rencontre plusieurs écrivains pour la radio, comme Jean Cayrol et Loys Masson, mais la rencontre importante de ce moment-là, c'est Robert Ganzo et son hermétisme. Il vit alors de travaux divers : illustrateur sonore et assistant de réalisation à la télévision, piges dans des journaux, assistant-décorateur (Andréou, Théâtre de Marionnettes du Luxembourg...). Pendant ce temps la cosmologie se cristallise et se constitue en cinq continents, mais demeure une élaboration secrète.
En 1967, c’est le début du travail sur les Arts Martiaux avec Haku Michigami et Taiji Kase, puis avec Maître Yoshinao Nanbu à partir de 1971, Maître Hoang li, Nguyen Ngoc Dang, Maître Tsutomu Kamohara, Maître Ryozo Tsukada et en bio-énergie avec Peter Bruce.
De 1968 à 1984, il participe à de nombreuses expositions de groupe et individuelles, parmi lesquelles la Biennale de Paris, et d'autres à l'étranger (Espagne, Etats-Unis, Portugal) ainsi qu'au comité de rédaction de quelques revues[Lesquelles ?]. Il publie différents poèmes et textes dans des revues et plusieurs ouvrages[évasif].
À l'occasion de travaux radiophoniques à l'Atelier de création radiophonique (ACR), il rencontre Severo Sarduy, qui prend connaissance des premières étapes de la cosmologie. Grâce à lui, il entre en contact avec Octavio Paz.
En 1970 et 1971, il travaille avec le groupe de La Folie-Méricourt à Paris et avec eux rencontre Maurice Roche, Denis Roche et travaille à l'École pratique des hautes études (EPHE) avec Roland Barthes sur Le Rapport de la Graphie et du Texte,. Il assiste à quelques séminaires : René Lourau, Georges Lapassade, Julia Kristeva, Christian Metz, Gérard Genette et Jacques Lacan, ainsi qu’aux travaux du Groupe d’Études Théoriques de Tel Quel. Il vit à ce moment-là de l’enseignement des Arts Plastiques.
En 1978, il rencontre Didier Morin et ils réalisent leurs premiers travaux en commun. L'année suivante, la découverte déterminante du travail de Gilles Deleuze est pour lui déterminante ; il la place dans la ligne Barthésienne et en parfait accord avec tout le travail sur le versant oriental.

### Des années 80 à nos jours
En 1980, il crée le collectif DAO et rachète avec celui-ci à Jacques Kerno, de la revue Promesse, la platine Effel qui a servi à imprimer les premières traductions des Cantos d'Ezra Pound par Denis Roche, ce qui permet à partir de 1982 la publications d'inédits de Christo et Jeanne-Claude, Ritam et autres opuscules. 
Ce collectif, repris plus tard en 1991 sous une autre forme avec Claire Viallat et Gérard Métral, permettra l'édition d'ouvrages sur la photographie,, l'histoire de l'art,, d’estampes et de cartes d’artistes,,,, et d'une revue singulière qui n'a que des numéros un, ainsi que la co-production avec Tristram du Compact de Maurice Roche en sept couleurs. Après la rencontre de Ouma Sensei, il crée la Cellule Sabaki d’Arts Martiaux autour de Yukio Narita, lieu d’expérimentation et de recherche sur le Budō en relation avec l’École Européenne d’Acupuncture notamment fondée par Jean Schatz.
En octobre 1984, le manuscrit de la cosmologie est mis à jour pour la première fois avec la réalisation d'une série de Machines Conjuratoires, et prend son surnom définitif de Cosmologie Onuma Nemon.
Il crée en 1986 la maison d’éditions Tristram avec Chrystele Lerisse, Brigitte Legars, Anne Drucy, Sylvie Martigny, Jean-Hubert Gailliot, Thierry Dubreuil et Thierry Véret, en lien avec Michel Aphesbero.
En 1988 il rencontre Satoshi Miyazaki et il abandonne le groupe Tristram en 1991.
En octobre 2006, la création du site web Inventaire des archives Onuma Nemon, consacré à la Cosmologie, offert par Didier Morin et la revue Mettray, lui permet d’être au plus près du projet initial des travaux en cours.
Onuma Nemon continue de participer à la vie littéraire aussi bien par son travail de création, que par sa participation à des débats littéraires ou par la mise en valeur du travail d’artistes tel que Pierre-Alain Lucerné. 
L'aspect significatif de son travail plastique, depuis les années 1980, est par ailleurs souligné par Christian Prigent dans un ouvrage ainsi que lors d'une interview réalisée par Jean-Marie Gleize pour la revue Art Press.

## Œuvres

### Publications
- 1999 : OGR : version maigre, Auch, Tristram, 253 p.  (ISBN 9782907681209).
- 2004 : Quartiers de ON ! : L'oncle, feux d'artifice et têtes coupées, Paris, Seuil, Verticales, 1 148 p.  (ISBN 9782843351839).
- 2009 : Roman. Livre de Nycéphore, Paris, Gallimard, Verticales, 216 p.  (ISBN 9782070124107).
- 2012 : Crampes[45], Villeurbanne, Urdla - Centre international de l'estampe, 49 p. (BNF 43779090).
- 2012 : Pr'ose !, Villeurbanne, Éditions de l'Urdla, La Source d'Urd, 212 p.  (ISBN 9782914839440).
- 2016 : États du Monde, Marseille, Éditions Mettray, 832 p.  (ISBN 9782954409610).

### Revues, estampes
Livraison en feuilletons chez Tristram / DAO - La Petite École :
- Cartes 0 à 5.
- OGR Roman, 1991.
- OGR La Tuberculose du roman, 1991.
- OGR Livre Poétique 1, 1992.
- OR Champ 1. Je suis le Roman Mort, 1993.
- Maison Lulu, éditions DAO, 2005.
- Carte de la cosmologie, 2005, eau-forte et pointe-sèche, 620 x 420, éditions et impressions de l'Urdla[46].

### Filmographie
- Robert Cahen (réalisateur), Livre d'Heures, 1986.
- Didier Morin (réalisateur), Isla de OS, DVD, Mettray, 2005[5].

### Créations radiophoniques
- Insultes Brèves et Publiques, 1966-1968, Bordeaux : ORTF.
- Chiwari ! dans Jean Roualdès, La nouvelle revue d’art moderne (spécial 1)[47], 1978, Centre Pompidou - Bibliothèque Kandinsky.
- Hommage à Aube à Bruges-la-Morte, Nuits Magnétiques[48], 1992, diffusée le 2 juin 1992, Paris : France Culture.
- Monologre, Atelier de Création Radiophonique, 2005, diffusée le 29 mai 2005, Paris : France Culture.
- Joyelle[49], Atelier de Création Radiophonique, 2005, diffusée le 11 septembre 2005, Paris : France Culture.

### Expositions
- Arts plastiques - Exposition, Quimper, Le Quartier[50],[51], Centre d'art contemporain de Quimper (27 janvier - 26 mars 2006).
- Vengeances hâtives, Villeurbanne, URDLA, Centre International de l'Estampe et du Livre (6 octobre - 14 décembre 2007).
- Achevé d'imprimer, Villeurbanne, URDLA, Centre International de l'Estampe et du Livre (11 octobre - 12 décembre 2008).
- Aperçus de la Cosmologie, Mirmande, Galerie Sapet (6 juillet - 20 décembre 2009).
- États du Monde, Villeurbanne, Centre International de l’Estampe et du Livre (4 février - 13 avril 2012)[52].
- Peintres et Vilains, Lyon, Bibliothèque de la Part-Dieu (9 février - 30 avril 2016).
- URDLA : 38 ans d'estampes contemporaines[53], Paris, Bibliothèque nationale de France - site François-Mitterrand (4 octobre - 27 novembre 2016).
- Agence du doute (dir.), Crystal Maze VIII.bis – Confidences pour confidences, Villeurbanne, URDLA, Centre international de l'estampe et du livre (avril - mai 2017).

## Collections
- BnF, Paris, Richelieu.
- URDLA, Villeurbanne.
- FRAC Bretagne et Poitou-Charentes.